# Gregory Charles Royal
Gregory Charles Royal (Greensboro (North Carolina), 10 oktober 1961) is een Amerikaanse jazztrombonist, componist, songwriter en mede-oprichter van The BeBop Channel, oprichter van het New York Jazz Film Festival, jurylid van America's Hot Musician en de artistiek directeur van de American Youth Symphony (AYS) in Washington D.C..

## Biografie
Royal is de zoon van biochemicus en microbioloogteam Gladys W. Royal en George C. Royal en groeide op in Washington D.C. Zijn broer Christopher Royal is ook jazzmuzikant. Gregory kreeg trombone training in het DC Youth Orchestra Program. Royal studeerde ook aan de Duke Ellington School of the Arts. Als student aan de Howard University ontving hij in 1982 de DownBeat Magazine Student Music Award voor Jazz Vocal Group: Graduate College Outstanding Performance in the Jazz Instrumental Soloist Category. Hij studeerde af aan de Howard University met een Master of Music in Jazz Studies.
Als 10e graads trok Royal de aandacht van drummer Art Blakey tijdens Blakey's optreden in Blues Alley in Washington D.C. Blakey nodigde Royal uit om in de zomer van 1978 bij hem te komen wonen in zijn appartement in 45th Street in Manhattan en zich bij zijn band The Jazz Messengers aan te sluiten. Royals associatie met Blakey was een indoctrinatie in het New Yorkse jazzcircuit en leidde tot belangrijke engagementen met het Collective Black Artist's (CBA) Ensemble. Royal speelde met het Duke Ellington Orchestra (1989-99), Art Blakey en The Jazz Messengers, Slide Hampton and his World of Trombones en het Howard University Jazz Ensemble. Hij verscheen op het podium als trombonist bij de Broadway-shows Five Guys Named Moe en Jelly's Last Jam. Royal bracht in 1979 het jazzalbum Dream Come True uit op het GCR Music Company-label. Het bevat Clarence Seay op bas, Jeff Corbett op drums, Warren Taylor op fluit en saxofoon en Geri Allen op piano. The Dreamer, geschreven door Royal en uitgevoerd door Sarah Loverock, werd op 4 november 2009 door de Canadian Recording Industry Association CRIA met goud gecertificeerd.
Royal heeft geschreven, geacteerd en opgetreden in de muziektheaterproductie It's a Hardbop Life. Een vroege versie van de show, uitgevoerd in New York in 2001 en La Crosse in 2002, gebruikte een basketballer van een universiteit, die inspiratie zocht in jazz als de hoofdpersoon. It's a Hardbop Life verscheen als een speciale gebeurtenis op het New York JVC Jazz Festival in 2004. Herziene versies zijn gepresenteerd op een aantal locaties, waaronder het Mead Theatre Lab in Flashpoint in Washington D.C. in 2010 en de Producers Club in New York in 2011. De meest recente versie van de show verbindt een hiphopartiest met zijn vader uit het jazztijdperk. Royal heeft verklaard dat het de missie van het programma is om de jonge hiphopgeneratie aan te moedigen, dat instrumentale muziek tegenwoordig integraal en belangrijk is en niet een oude traditie van de afgelopen decennia. Royal heeft zich uitgesproken over zijn bezorgdheid voor de toekomst van muziek. Hij pleit ervoor dat artistieke elites die jazz en klassieke muziek willen redden, moeten proberen verbinding te maken met (en op te leiden) een jonger hiphop- en MTV-publiek. Royal kreeg de opdracht van de DC Commission for the Arts and Humanities om de documentaire To Rap or Play over dit onderwerp te produceren.
Royal heeft ook geschreven en verscheen in de Off-Broadway-productie God Doesn't Mean You Get To Live Forever, gepresenteerd in maart 2012 in het Baruch Performing Arts Center en in 2015 in het Mt. Lebanon Baptist Church Theatre. Royal schreef en verscheen in de korte film World's Not for Me, waarin hij een jazzmuzikant speelt, die ontwaakt uit een coma van bijna 30 jaar om een wereld te vinden die hij muzikaal, cultureel of financieel niet meer herkent. De film won de Harlem Spotlight Best Narrative Short Award op het Harlem International Film Festival in september 2016. Onlangs was Royal mede-oprichter van The BeBop Channel, het eerste tv-netwerk dat zich uitsluitend richtte op de jazzcultuur. Royal is ook oprichter van het New York Jazz Film Festival.
- International Standard Name Identifier: 0000 0000 3148 5785
- Library of Congress Control Number: n94030734
- MusicBrainz: 9c8c4aa5-cba5-415e-b5f4-d36a09e3a344
- Virtual International Authority File: 53376758
- WorldCat: E39PBJfh3KRHrxtHmFVqBHVjYP